# Ласси, Франц Мориц фон
Граф Франц Мо́риц фон Ла́сси (на русской службе Мориц Петрович Лассий; нем. Franz Moritz Graf von Lacy; 21 октября 1725, Санкт-Петербург — 24 ноября 1801, Вена) — выдающийся австрийский военачальник времён Семилетней войны, носивший чин имперского фельдмаршала (15 февраля 1766). Сын российского генерал-фельдмаршала Петра Ласси. Владелец Галлицинберга под Веной.

## В молодые годы
Франц-Мориц происходил из семьи с ирландско-балтийскими корнями: третий, младший сын из восьми детей графа Ласси, ирландского норманна, от его брака с балтийской немкой графиней Мартой Филиппиной фон Лёзер, вдовой графа фон Функ. Детство провел в Санкт-Петербурге и Риге. В возрасте двенадцати лет, как и старшие братья, отправлен отцом, желавшим, чтобы его сыновья делали карьеру самостоятельно, а не за счёт положения родителей, за границу. Два года обучения в основанной в 1708 году кавалерийской школе в Лигнице (в то время — Австрия), завершение военного образования в Инженерной академии в Вене.

## Война за австрийское наследство
Выход из русской службы в 1743 году, в том же году поступает прапорщиком (нем. Fähnrich) в австрийский пехотный полк Броуна. В качестве адъютанта фельдмаршал-лейтенанта Броуна участвует в Войне за австрийское наследство. Боевое крещение в неудачной попытке штурма итальянской крепости Веллетри в ночь с 10 на 11 августа 1744 года. Штыковое ранение при осаде Веллетри 29 октября 1744 года. Производство в капитаны (нем. Hauptmann). За проявленную доблесть в битве при Пьяченце 16 июня 1746 года произведён в майоры. Участвует в сражении при Роттофредо и осаде Генуи.
После войны карьера Ласси развивается не менее успешно: в марте 1749 года становится подполковником, с 1753 по 1756 годы командует полком, расквартированным в Богемии. 13 октября 1756 получает чин генерал-фельдцейхмейстера (аналог чина генерал-майора в других армиях).

## Семилетняя война
С началом Семилетней войны (1756−1763) Ласси отличился в сражении при Лобозице 1 октября 1756 года, где, по общему мнению современников, именно ему обязана была австрийская армия своим спасением. Произведён в генерал-фельдвахтмейстеры, за Бреслау (22 ноября) — фельдмаршал-лейтенант и генерал-квартирмейстер (20 февраля 1758).
За победу над пруссаками при Хохкирхе 14 октября 1758 года, где Ласси принадлежит диспозиция сражения, награждён Большим крестом ордена Марии Терезии (честь, которой за всю историю Австрии удостоились лишь двадцать военачальников).
Получил 17 ноября 1759 звание фельдцейхмейстера.
В октябре 1760 года, вместе с русскими генералами Г. К. Г. Тотлебеном, З. Г. Чернышёвым и П. И. Паниным, принимал участие в экспедиции на Берлин. Отказавшись признать условия капитуляции, подписанные Тотлебеном, и, требуя доли для австрийцев в военной добыче, - Ласси едва ли не силой ввёл свои войска в Берлин и, считая себя обделённым, распустил их до такой степени, что Тотлебен был вынужден ввести в город дополнительные русские подразделения с приказом, в случае необходимости, стрелять по австрийским союзникам.
C 1762 года Ласси командовал крылом австрийской армии. Отказался от чина фельдмаршала, не желая обходить своего друга, старшего по званию.

## Президент гофкригсрата
C 1763 года — член высшего военного органа империи, Гофкригсрата (букв. Придворный военный совет), генерал-инспектор пехоты. 15 февраля 1766 года произведён в фельдмаршалы. С 1766 по 1774 годы президент Гофкригсрата. На этом посту он приобрел репутацию успешного и дальновидного реформатора. Реформы Ласси затрагивают все стороны жизни армии, от комплектования до финансирования. Заслугой Ласси считается, среди прочего, учреждение учебных лагерей.
В 1770 году награждён Орденом Золотого руна. С 1794 года является канцлером ордена Марии-Терезии. Один из ближайших советников Иосифа II, с которым сблизился во время Войны за наследство баварского престола.

## В конце жизненного пути
Полководческая карьера складывается на закате жизни Ласси не совсем гладко. Так, во время войны с Турцией 1788—1789 годов он после ряда неудач был вынужден уступить верховное командование. Подвергался критике за свою чрезмерно осторожную тактику.
В 1790-е годы постепенно отходит от дел, не имея ни семьи, ни детей, живёт замкнутой, если не одинокой, жизнью в своем поместье в Нойвальдэггском дворце под Веной. 

## Наследство
Родовое поместье российской ветви семейства Ласси, от которой граф Франц Мориц Ласси ведёт своё происхождение, находилось на территории современной Белоруссии. Потомки российских Ласси, бежавшие в 1939 году из Белоруссии при разделе Польши и приближении Красной Армии, проживают ныне в Польше и в Аргентине.
Одна из сестёр Франца Ласси — Хелен — была замужем за российским фельдмаршалом, позднее рижским губернатором, графом Ю. Ю. Броуном. Её сын, граф Георг Броун, похоронен в Вене вместе со своим знаменитым дядей, графом Ласси.